# Tetragnatha flava
Tetragnatha flava là một loài nhện trong họ Tetragnathidae.
Loài này thuộc chi Tetragnatha. Tetragnatha flava được miêu tả năm 1826 bởi Audouin.